# Ovidie
Éloïse Delsart, dita Ovidie (Lilla, 25 d'agost de 1980), és una directora, periodista, escriptora i actriu francesa. El nom de naixement Éloïse Becht li va ser atribuït per error per diversos mitjans, Ovidie va declarar que el nom de Becht no era seu.

## Carrera
Ovidie es va negar a donar el seu nom real a la premsa. Els seus pares són liberals d'"una bona família" que eren professors l'any 2003. Estava casada; el seu marit va deixar una plaça de professor a la Universitat de París per editar una revista pornogràfica. Més tard es van divorciar, però la seva feina no va ser un factor en el divorci.
Ovidie ha negat haver ingressat a la indústria de la pornografia per sexe o diners, descrivint-se a ella mateixa com a classe mitjana. La seva implicació en la dansa i la coreografia, i el seu interès per l'expressió del cos humà, van contribuir a atraure-la a la indústria.
En el moment en què es va convertir en actriu pornogràfica, es va descriure a si mateixa com una "feminista militant molt activa". Primer va veure pornografia per tenir una idea de la injustícia que s'estava perpetrant sobre les treballadores del sector. Es va sorprendre quan les estrelles porno femenines, per les quals sentia pena, la van impressionar amb les seves poderoses imatges sexuals. Amb la voluntat d'aconseguir aquest mateix tipus de força sexual, que semblava compatible amb els ideals feministes, va començar a actuar en pel·lícules pornogràfiques. Va dir a The Times Magazine "Estic interessada en mena d'experiències no sols perquè sóc perversa, que, com has vist, puc ser-ho quan vull ser-ho. No, és perquè no tothom les pot aconseguir."

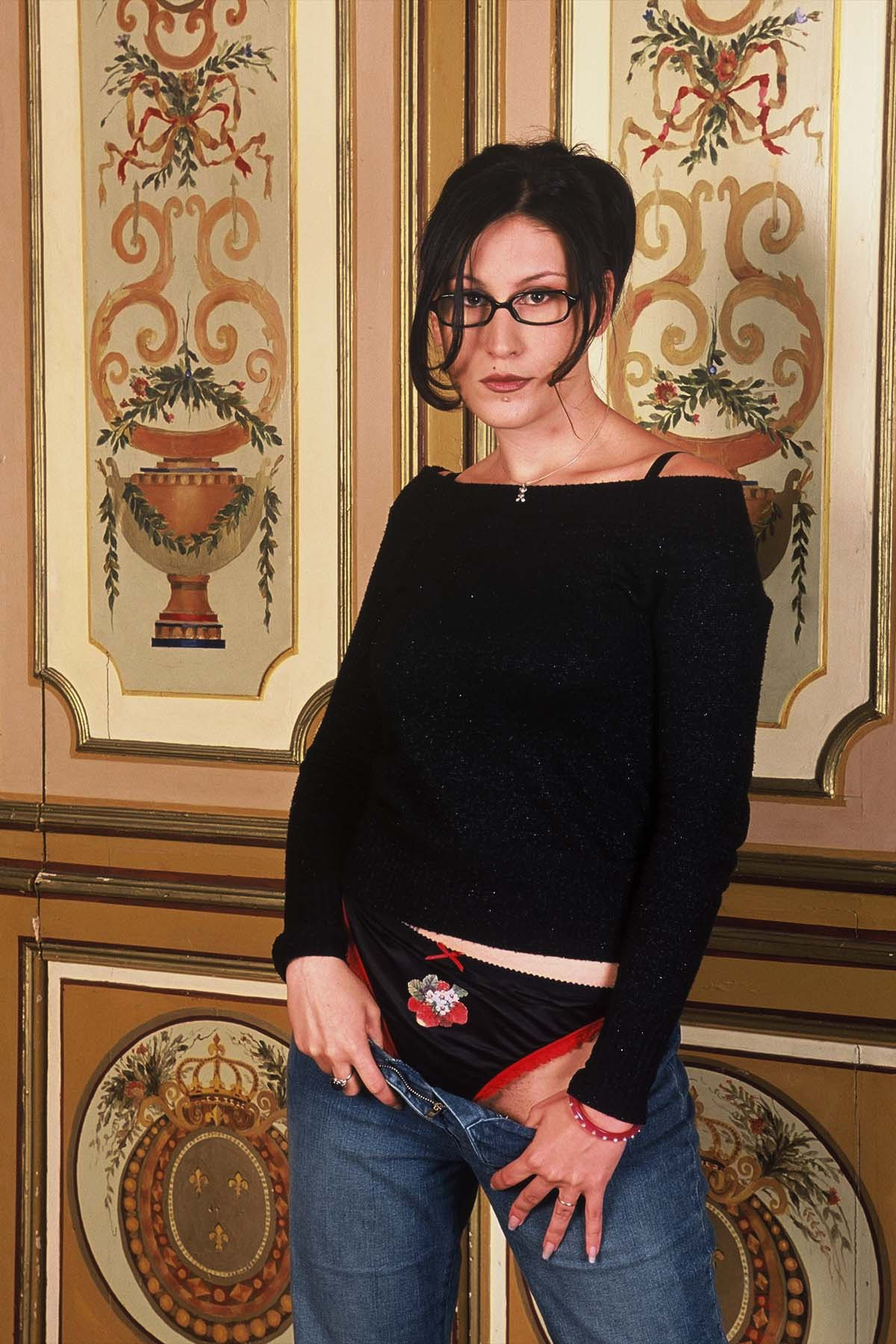
Ovidie fotografifada el 2002 per John B. Root en el rodatge de Xperiment.

Durant la seva activa carrera com a intèrpret pornogràfica, poques vegades feia escenes de sexe anal i va exigir que les seves parelles utilitzessin un preservatiu en tots els papers excepte en el primer.
Ovidie va ser una intèrpret porno activa fins al 2003, quan va aparèixer a la pel·lícula crossover All About Anna. També ha estat activa com a directora porno, tant durant els seus anys com a intèrpret i després. Després de només un any d'actuació, la seva primera pel·lícula com a directora, Orgie en Noir (2000), va ser produïda per Marc Dorcel. Des d'aleshores, ha dirigit diversos vídeos aptes per dones per a Marc Dorcel, Blue One, VCommunications i Canal +. És considerada una especialista del porno fet per dones, per a dones. Fins al 2005 era propietària d'una sex-shop que només atenia dones. El maig de 2008, va començar a dirigir vídeos per al canal d'educació sexual FrenchLover TV. El 12 de març de 2011 fou directora de programació de FrenchLover TV. També solia presentar un programa de tertúlia setmanal al canal.
Va deixar l'empresa FrechLover TV l'octubre de 2015 per centrar-se en la seva carrera com a periodista. Ha treballat per Radio France, Consell de la Unió Europea, France 2 i Canal +. També és columnista del diari francès Metronews des de desembre de 2012.
El 2002, va publicar el seu primer llibre, Porno Manifesto, que va dir que va escriure perquè estava enfadada per la ignorància sobre la pornografia. Va escriure 11 llibres, la majoria d'ells sobre sexualitat femenina (Osez découvrir le point G, La sexualité féminine de A à Z.), però també sobre l'embaràs (Osez l'amour durant la grossesse), filosofia (Sexe Philo), i Punk Rock (Metal Urbain : a good hippie is a dead one). Va dir que només va estudiar filosofia per entendre el porno; el seu llibre de 2012 Sexe Philo va ser escrit en col·laboració amb el folòsof Francis Métivier.

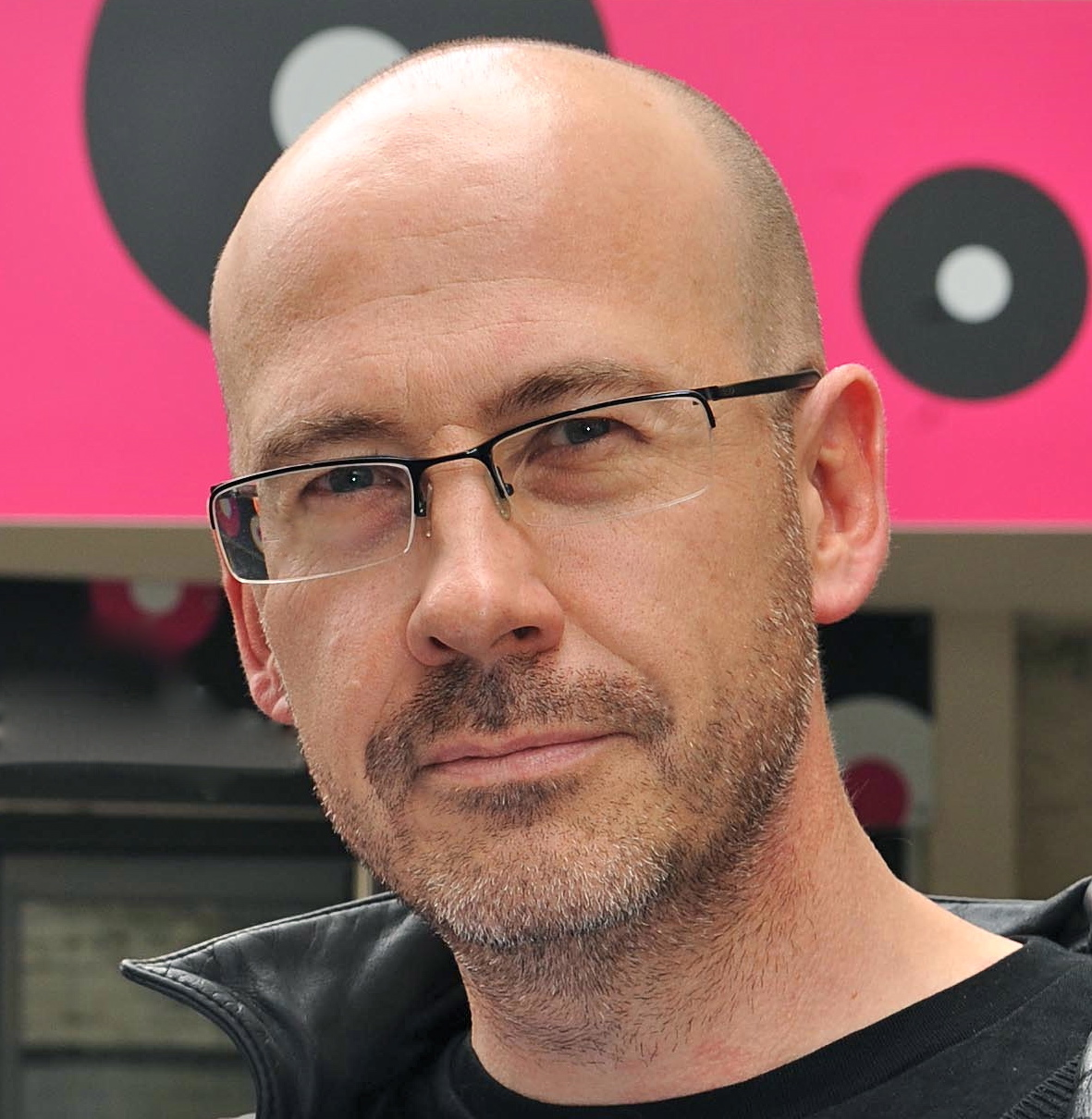
Francis Métivier

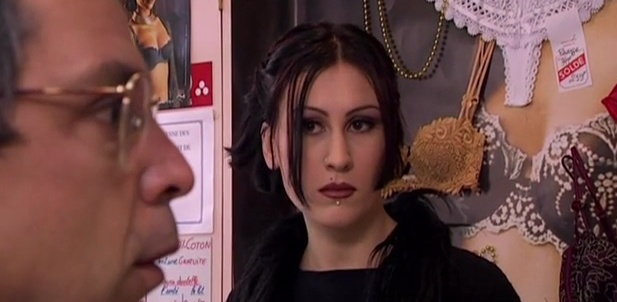
Ovidie en el rodatge de "XYZ"

L'any 2006 va començar a escriure i dirigir documentals polítics. El novembre de 2011, la seva pel·lícula Rhabillage, produïda pel director francès Jean-Jacques Beineix, es va emetre a la televisió nacional francesa France 2 amb 6 milions d'espectadors. El 2015 va dirigir À quoi rêvent les jeunes filles ?, un documental sobre la sexualitat de les mil·lennials emès a France 2. El seu documental de 2018 Là où les putains n'existent pas tracta sobre el cas de la prostituta i activista sueca assassinada Eva Marree Kullander Smith.
Ovidie és una devota vegana i defensora dels drets dels animals.

## Filmografia

### Com actriu

#### Pornogràfiques
- 2000 : La Fête à Gigi, d'Alain Payet (Marc Dorcel)
- 2000 : XYZ, de John B. Root (JBR Média)
- 2000 : Max, portrait d'un serial-niqueur, de Fred Coppula (Blue One)
- 2000 : Orgie en noir, d'ella mateixa (Marc Dorcel)
- 2000 : Rocco Meats an American Angel in Paris, de Rocco Siffredi (Evil Angel)
- 2001 : La Revanche des connes, de Patrice Cabanel (Alkrys)
- 2001 : Regarde-moi, de Francis Leroi (Colmax)
- 2001 : Sottopaf et Saccapine font leur cinéma, de John Love (Alain Payet) (FM Vidéo)
- 2001 : Claudine, de Martin Cognito (Colmax)
- 2001 : Le Fabuleux destin d'Ovidie (o bé: Dans la peau d'Ovidie) de Stan Lubrick (Yannick Perrin) (JTC Vidéo)
- 2001 : La Fille du batelier, de Patrice Cabanel (VCV Communication/Colmax)
- 2001 : Ovidie mène l'enquête, de Patrice Cabanel (Alkrys)
- 2001 : Les Routières Sont Sympas, de Stan Lubrick (Lucy Vidéo)
- 2002 : Amazonesex, de Christophe Mourthé (Colmax)
- 2002 : Xperiment de John B. Root (JBR Média)
- 2002 : Orgasmus n°2, de Loulou (JBR Média)
- 2003 : Baise-moi si tu veux, de Stan Lubrix (JTC Vidéo)
- 2003 : Les Secrétaires, de Yannick Perrin (Blue One)
- 2004 : Katsumi à l'école des sorcières d'Alain Payet (Blue One)
- 2007 : Le Point G, d'ella mateixa (V. Communications)
- 2012 : Liberté sexuelle, d'ella mateixa (Frenchlover TV / Canal+)
- 2014 : Pulsion, d'ella mateixa (Frenchlover TV / Canal+)

#### Altres gèneres
- 2000 : Ovidie, de Clarisse Hahn (documental)
- 2001 : Le Pornographe, de Bertrand Bonello
- 2001 : Mortel Transfert, de Jean-Jacques Beineix
- 2003 : Les Plombiers, de Wesley Mrozinki (curtmetratge)
- 2005 : All About Anna, de Jessica Nilsson, produït per Innocent Picture / Zentropa (Lars von Trier)
- 2005 : Second plan (curtmetratge)
- 2007 : La Nuit des horloges, de Jean Rollin
- 2013 : Cerimònia de clausura del FIFIGROT de Gérard Courant
- 2016: Saint-Amour de Gustave Kervern i Benoît Delépine

### Com a directora

#### Pel·lícules pornogràfiques
- 2000 : Orgie en noir (Marc Dorcel)
- 2001 : Lilith (Marc Dorcel)
- 2003 : Sexualité mode d'emploi, en 3 parts (Blue One)
- 2004 : Premières Expériences (Marc Dorcel)
- 2006 : Les Concubines (V. Communications)
- 2007 : Le Point G (V.Communications)
- 2009 : Histoires de sexe(s), codirigida amb Jack Tyler (Frenchlover TV / Canal+)
- 2010 : Infidélité (Frenchlover TV / Canal+)
- 2012 : Liberté sexuelle (Frenchlover TV / Canal+)
- 2013 : Pulsion (Frenchlover TV / Canal+)
- 2014 : Le Baiser (Frenchlover TV / Canal+) amb Madison Young, Tiffany Doll
- 2015 : Une nuit sans fin (Frenchlover TV / Canal+), amb Lucie Blush
- 2016 : X-Girl contre Supermacho, codirigida amb Dist de Kaerth (Canal+), amb Stoya
- 2016 : Les Prédatrices (Canal+), amb Blue Angel
- 2017 : Chloe (Canal+)

#### Ficció
- 2019 : Un jour bien ordinaire, codirigida amb Corentin Coëplet (curtmetratge), amb Benjamin Biolay, Romane Bohringer, Pablo Cobo, Anne Benoît, Nina Roberts i Catherine Corringer.

#### Documentals
- 2011 : Rhabillage, reportayge, Cargo Films / difusió Envoyé spécial / France 2[21]
- 2014 : À quoi rêvent les jeunes filles ?, produït per Christophe Nick / Yami 2. Diffusion Infrarouge / France 2
- 2017 : Pornocratie,[22] produït per Magnéto Presse. Diffusion Canal +
- 2018 : Là où les putains n'existent pas, produït per Magnéto Presse, diffusion Arte[23]
- 2019: Tu enfanteras dans la douleur, difusió Arte.[24][25]
- 2019 : L'Éducation sexuelle des enfants d'internet, una sèrie documental en 4 parts : Des adultes largués par le net, Des ados dans le far-west numérique, Réinventer l'éducation sexuelle, Quand les cyber-harcelés prennent la main, difusió France Culture
- 2019 : Juste avant, flux «Intime et politique», Les Nouvelles Écoutes, 2019.[26]
- 2021 : Libres ! Manifeste pour s'affranchir des diktats sexuels, sèrie d'animació documental[27][28]
- 2021 : (Sur)vivre sans sexe ; Vivre sans sexualité, amb Tancrède Ramonet, 4 episodis de 55 min, a France Culture, LSD, La Série documental[29][30][31][32]

## Llibres
- Ovidie. Porno Manifesto (en francès).  París: Flammarion, 2002. ISBN 978-2-08-068344-1.
- Ovidie. In Sex We Trust: Backstage (en francès).  París: La Musardine, 2004. ISBN 978-2-84271-202-0.
- Ovidie. Osez… tourner votre film X (en francès).  París: La Musardine, 2006. ISBN 978-2-84271-282-2.
- Ovidie. Osez découvrir le point G (en francès).  Le Grand Livre du Mois, 2007. ISBN 978-2-286-03040-7.
- Ovidie. Osez l'amour pendant la grossesse (en francès).  La Musardine, 2007. ISBN 978-2-84271-298-3.
- Ovidie. Osez les sextoys (en francès).  La Musardine, 2008. ISBN 978-2-84271-275-4.
- Ovidie. La sexualité féminine de A à Z (en francès).  La Musardine, 2010. ISBN 978-2-84271-446-8.
- Ovidie and Francis Métivier. Sexe Philo (en francès).  Editions Bréal, 2012. ISBN 978-2-7495-3103-8.
- Ovidie. Metal Urbain : un bon hippie est un hippie mort (en francès).  Camion Blanc, Sep 2012.

- Ovidie and Jéröme D'Aviau. Histoires inavouables (en francès).  Editions Delcourt, 2013.

- Ovidie. Osez être une maman sexy (en francès).  Editions La Musardine, 2016.

## Premis i distincions
- 2001 : Hot d'Or al millor guió original per Orgie en noir (2000)[33]
- 2001: Festival Internacional de l'Erotisme de Brussel·les, millor estrella francesa
- 2002: FICEB Premi Ninfa Millor Actriu/Públic: Millor Actriu Europea
- 2002: Festival Internacional de l'Erotisme de Brussel·les: director de la millor sèrie amb Sexualité Mode d'emploi
- 2003: Festival Internacional de l'Erotisme de Brussel·les: premi al millor director francès
- 2004: Festival Internacional de l'Erotisme de Brussel·les: premi al millor director francès
- 2007: Festival Internacional de l'Erotisme de Brussel·les: millor guió
- 2007: Festival Internacional de l'Erotisme de Brussel·les: director de la millor pel·lícula de pressupost mitjà
- 2008: Festival Internacional de l'Erotisme de Brussel·les: premi honorífic
- 2008: X Awards: premi del jurat
- 2009 : Hot d'or d'honor[34]
- 2011 : prix Eros Evian a la millor huis sexual, per Osez découvrir le point G[35]
- 2013 : Feminist Porn Award: directora del « Movie of the year » per Infidélité[36]
- 2014 : Feminist Porn Award : millor direcció per Liberté sexuelle[37]
- 2015 : Feminist Porn Award : millor direcció Pulsion
- 2018 : 20è Festival del Documental de Tessalònica: Human Rights Award Amnesty International per Là où les putains n'existent pas
- 2018 : V Bienal Internacional Dona i Cinema : premi al millor llargmetratge documental per Là où les putains n'existent pas
- 2018 : Preselecció Premi Albert Londres per Là où les putains n'existent pas[4][5]
- 2021 : Premi al repartiment artístic del Festival Courts Devant i Premi del Públic del Festival Phare per Un jour bien ordinaire, codirigida amb Corentin Coëplet[38][39]